# Sthenias franciscana
Sthenias franciscana là một loài bọ cánh cứng trong họ Cerambycidae.